# Jitrocel prostřední
Jitrocel prostřední (Plantago media) je vytrvalá, planě rostoucí rostlina, která je v trávníku nepříjemným plevelem. Je to druh početného rodu jitrocel.

## Výskyt
Tento druh jitrocele je rozšířen od západní Evropy až po severozápadní Čínu a Dálný východ. Byl zavlečen do Ameriky, Austrálie, na Nový Zéland i do Tichomoří. V České republice se vyskytuje roztroušeně, místy je však hojný. Nachází se obvykle od nížin do podhůří, do vyšších poloh se dostává jen přičiněním člověka.
Roste obvykle na sušších stráních, loukách, mezích, na okrajích travnatých cest, křovin i světlých lesů. Často vyrůstá i na travnatých plochách v parcích a kolem lidských sídel, stejně jako na náspech a rumištích. Vyskytuje se na hlubokých i plytkých kamenitých půdách s vyšším obsahem živin, zásaditou půdní reakci a dostatečně vlhkou půdou. Snáší poměrně dobře sešlapávání.

## Popis
Vytrvalá rostlina s tlustým kůlovitým kořenem který později přechází v krátký, svislý a ztloustlý oddenek s četnými postranními kořeny. Vyrůstá z něj obvykle jedna listová růžice tvořena třemi až sedmi k zemi přitlačenými nebo vystoupavými listy s krátkými křídlatými řapíky. Široce eliptické až vejčité listy, s čepelemi 5 až 15 × 3 až 8 cm velkými, jsou na bázi klínovité a do řapíku zúžené, na vrcholu tupě hrotité nebo okrouhlé a po obvodě celokrajné nebo oddáleně zubaté. Listy jsou na líci stříbřitě chlupaté a na rubu až téměř huňaté, mají zřetelnou souběžnou žilnatinu s pěti až devíti žilkami které na rubu listů vyčnívají.
Pevné, vzpřímené, oblé a přitiskle chlupaté stvoly jsou mnohem delší než listy, vyrůstají v počtu tři až sedm na jednu růžici a bývají vysoké 10 až 30 cm. Na konci stvolu vytvářejí drobné, vejčitými listeny podepřené čtyřčetné oboupohlavné květy hustý válcovitý klas. Květenství, vysoké 2 až 6 cm, se po odkvětu znatelně prodlužuje. Kalich dlouhý 2 až 3 mm má bílé lístky nestejného kýlnatého tvaru. Koruna má trubku 2 mm dlouhou a její elipsovité suchoblanité laloky jsou stříbřitě bílé. Nápadné, z květu čnící čtyři nitky tyčinek jsou 1 až 2 cm dlouhé, růžové nebo fialové a nesou světle fialové nebo čistě bílé prašníky. Cizosprašné květy kvetou od června do srpna.
Plodem je elipsoidní, 3 mm dlouhá, žlutohnědá tobolka otevírající se víčkem. Obsahuje dvě až šest drobných hnědých, nepravidelně vejčitých, miskovitě prohloubených semen s vrásčitým povrchem. Ploidie tohoto druhu je 2n = 24.

## Rozmnožování
Rozmnožování probíhá převážně generativně, jedna rostlina vytvoří několik stovek semen. Do nejbližšího okolí se šíří převážně vypadáváním semen z tobolek a v menší míře i rozrůstáním oddenků. Drobná semena jsou snadno odnášena vodou nebo větrem, bývají také rozšiřována s osivem jetelovin a travin, často bývají i součásti kompostů. Protože semena ve vlhku slizovatí, snadno se nalepují na srst zvířat i pracovní nářadí a stroje.

## Význam
Jitrocel prostřední je považován za škodlivou plevelnou rostlinu, hlavně v nízko sečených okrasných trávnících kde potlačuje okolní trávu. V takových místech je bez chemické ochrany jen těžce vyhubitelný. Na zemědělské orné půdě se naopak vyskytuje jen ojediněle a jeho hospodářský význam při intenzivním obhospodařování půdy je malý. Jako pícnina je bezcenný, na pastvě ho zvířata nežerou a do sena se dostávají pouze jeho dřevnaté stvoly.
Obsahuje podobné léčivé látky jako jitrocel kopinatý, avšak ve výrazně nižších koncentracích. V lidovém léčitelství bývají jeho semena používána jako nenásilné projímadlo.

## Taxonomie
V České republice se jitrocel prostřední vyskytuje ve dvou poddruzích:
- jitrocel prostřední pravý (Plantago media L. subsp. media)
- jitrocel prostřední dlouholistý (Plantago media L. subsp. longifolia) (G. Mey.) H. Witte

Jitrocel prostřední dlouholistý se od nominátního poddruhu odlišuje svou robustností. Má vyšší stvoly a delší a štíhlejší listy které mají delší řapíky a také jeho klas je rozměrnější. Rozšíření tohoto poddruhu ještě není dobře prozkoumáno.

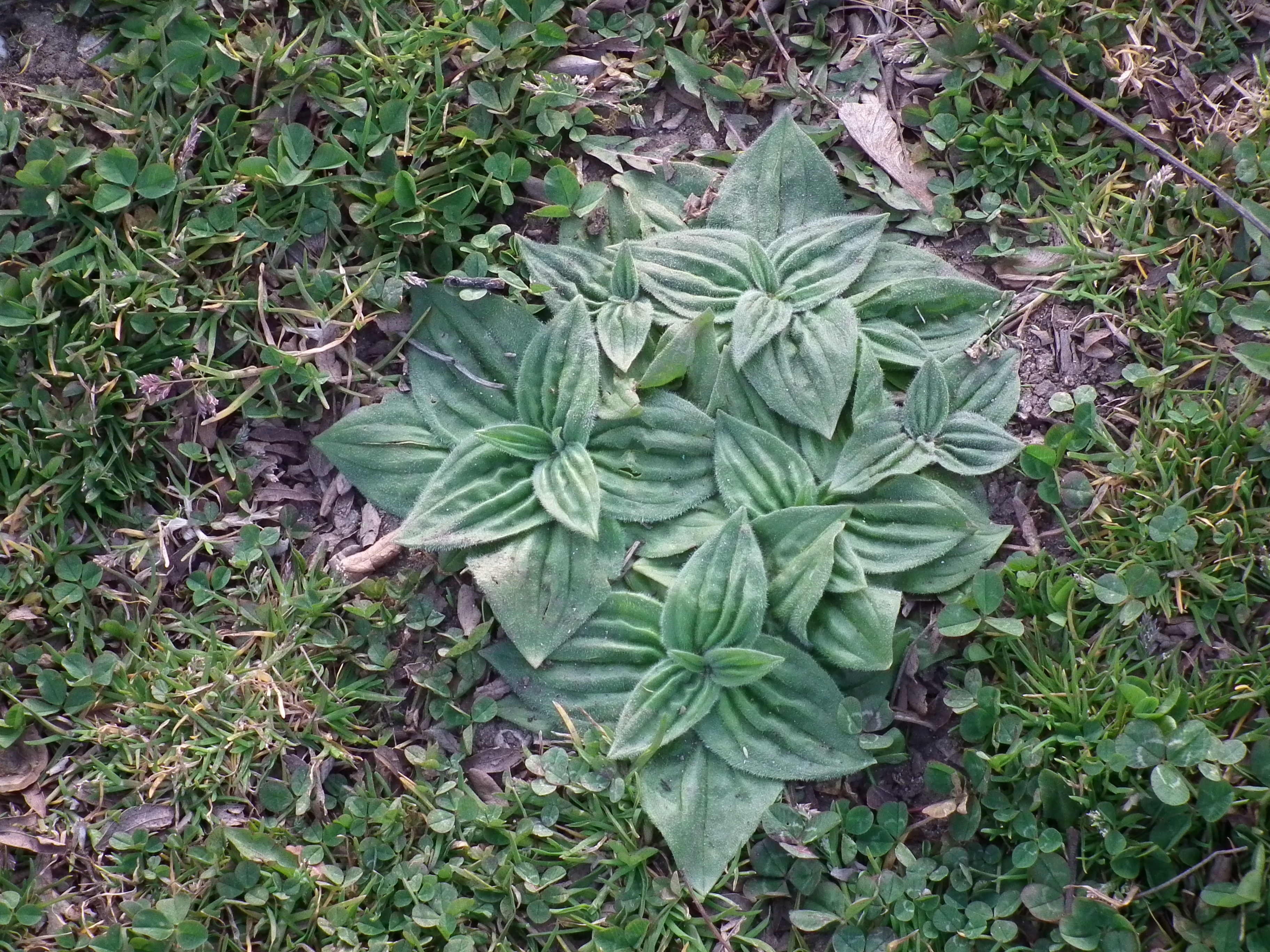
Listové růžice
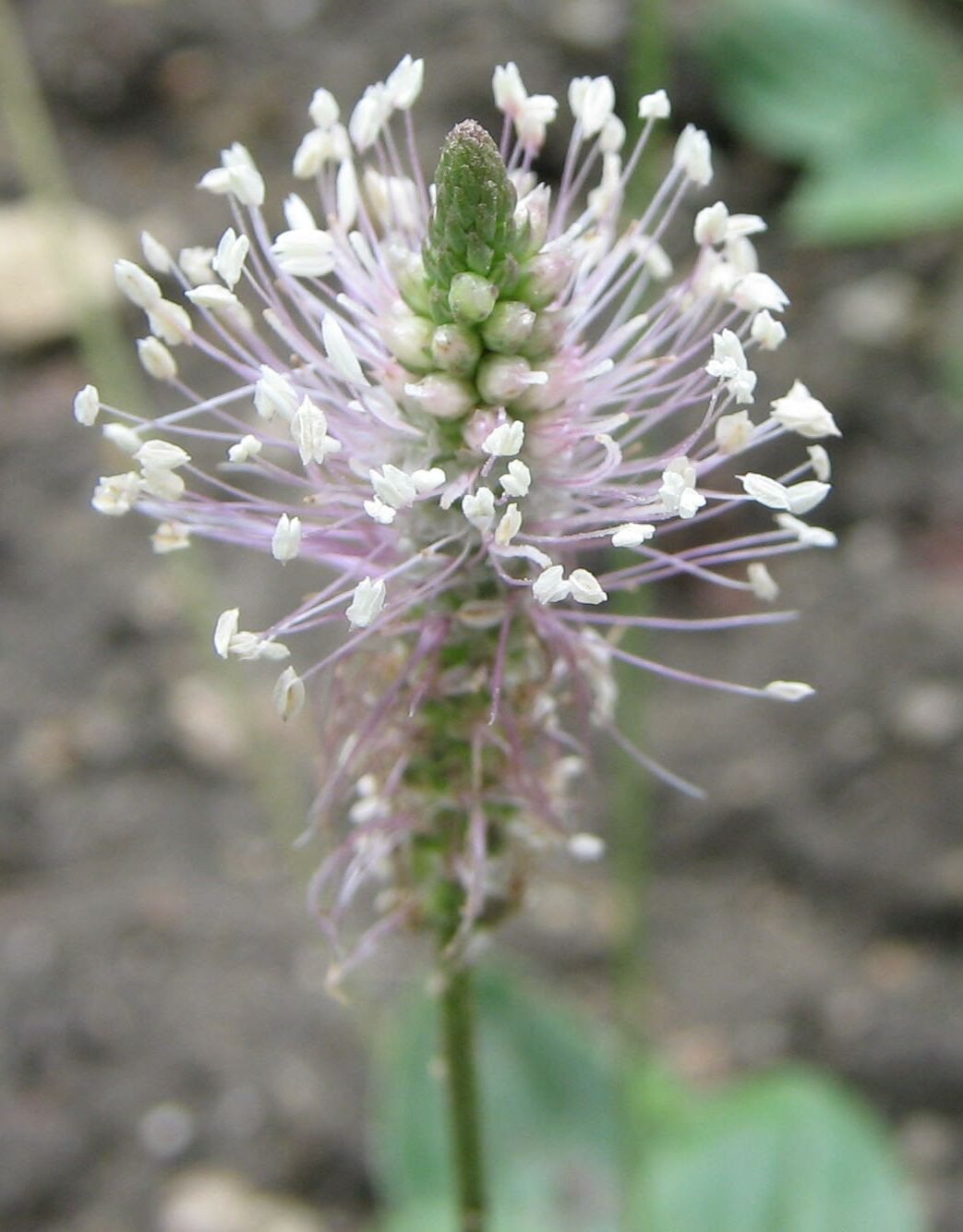
Květenství
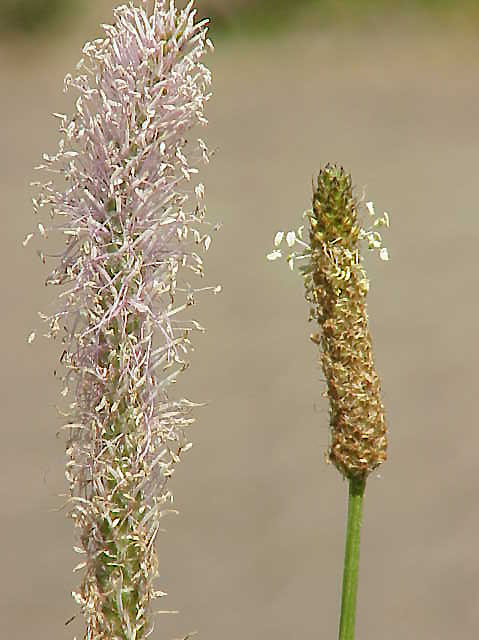
Vpravo dozrávající plody